# Paraputo anomala
Paraputo anomala är en insektsart som först beskrevs av Robert Newstead 1910.  Paraputo anomala ingår i släktet Paraputo och familjen ullsköldlöss. Inga underarter finns listade i Catalogue of Life.